# YouTube Premium
YouTube Premium (cunoscut anterior ca YouTube Red) este un serviciu cu plată pe bază de abonament de streaming care oferă o experiență lipsită de anunțuri tuturor videoclipurilor găzduite de YouTube și YouTube Music, conținut original, produs exclusiv în colaborare cu creatorii de conținut de pe platformă, precum și redarea clipurilor offline. 